# Home Brew (gruppo musicale)
Home Brew è un gruppo musicale neozelandese formatosi nel 2006. È costituito dai musicisti Tom Scott, Lui Gumaka e Harry "Haz Beats" Huavi.

## Storia del gruppo
Il trio è salito alla ribalta col primo album in studio eponimo (2012), numero uno nelle Official Aotearoa Music Charts, certificato doppio platino dalla Recorded Music NZ per le 15 000 unità equivalenti e vincitore di un New Zealand Music Award.
Al primo LP ha fatto seguito Run It Back, anch'esso arrivato al vertice delle classifiche nazionali. Il progetto ha fatto guadagnare al gruppo un Aotearoa Music Award. Hanno inoltre conseguito cinque dischi di platino e due d'oro per le single tracce, equivalenti a 180 000 unità vendute.

## Formazione
- Tom Scott – voce
- Lui Gumaka – voce
- Harry "Haz Beats" Huavi

## Discografia

### Album in studio
- 2012 – Home Brew
- 2023 – Run It Back

### EP
- 2009 – Taste Test